# بی. اورت جردن
بی. اورت جردن (به انگلیسی: B. Everett Jordan) سناتور سابق عضو حزب دموکرات ایالات متحده آمریکا بود. وی در سال ۱۹۵۸ تا ۱۹۷۳ میلادی سناتور ایالت کارولینای شمالی در سنای ایالات متحده آمریکا بود.